# Jean-Louis Trintignant
Jean-Louis Trintignant (11. prosince 1930 Piolenc, Francie – 17. června 2022 Uzès) byl francouzský herec, držitel Ceny pro nejlepšího herce na MFF v Cannes a držitel ocenění Césara za nejlepší herecký výkon. Jako jeden z mála francouzských herců dosáhl mezinárodního uznání.

## Život a kariéra

### Mládí
Narodil se v malém francouzském městečku Piolenc, jeho rodiči byli průmyslník Raoul Trintignant a matka Claire, rozená Tourtinová.

### Herecká kariéra
Ve svých dvaceti letech odešel studovat herectví do Paříže, v roce 1951 začal hrát v divadle a krátce na to získal pověst jednoho z nejtalentovanějších herců poválečné éry. Zpočátku vystupoval pouze v divadle, v roce 1955 debutoval také ve filmu a již o rok později na sebe upozornil výkonem v snímku ...a Bůh stvořil ženu režiséra Rogera Vadima s Brigitte Bardotovou v hlavní roli.
Po dobu své povinné vojenské služby bylo jeho herecké působení přerušeno, ale po návratu z alžírské války začal opět hrát ve filmech. Významnou byla jeho role ve filmu Muž a žena (1966), který získal celosvětový ohlas a řadu nejrůznějších filmových cen včetně Oscara pro nejlepší zahraniční film.
V roce 1968 vzniklo ve francouzsko-československé (resp. slovenské) koprodukci válečné drama Muž, který lže (slovenský název Muž, ktorý luže, francouzsky L'Homme qui ment), námět, scénář a režie Alain Robbe-Grillet. Ve filmy nejen hrála řada slovenských herců (Franz: Jozef Kroner, Ján: Ivan Mistrík, Laura: Zuzana Kocúriková, Sylvia: Sylva Turbová, otec: Jozef Čierný, Vladimír: Július Vašek, hostinský: Dušan Blaškovič, německý důstojník: Ivan Letko), ale též důležité profese ve filmovém štábu: kameramanem byl Igor Luther a režie slovenské verze Martin Hollý. Jean-Louis Trintignant  na Berlinale získal Stříbrného medvěda za nejlepší mužský herecký výkon, režisér byl nominován na Zlatého medvěda za nejlepší film.
Kromě francouzských režisérů spolupracoval rovněž s italskými tvůrci, například s Valeriem Zurlinim na snímcích Bouřlivé léto (1959) a Tatarská poušť (1976), s Dinem Risim na filmu Sváteční vyjížďka (1962), Bernardem Bertoluccim na snímku Konformista (1970) nebo Ettorem Scolou na filmu Terasa (1980).
Kromě toho hrál v řadě filmů, které měli francouzského režiséra, ale byli natočeni ve francouzsko-italského koprodukci, např. Bez motivu (režie Philippe Labro, 1971), Běh zajíce polem (režie René Clément, 1972), Atentát v Paříži (režie Yves Boisset, 1972: na koprodukci se dále podílelo Německo), Vlak (režie Pierre Granier-Deferre, 1973: podle románu Georgese Simenona), Vrtohlavá ovce (režie Michel Deville, 1974) nebo oceňovaná Povídka o policajtovi (režie Jacques Deray, 1975).
Během sedmdesátých let hrál v mnoha filmech a v roku 1983 se objevil ve svém prvním anglicky mluveném filmu, americkém snímku Pod palbou. Pak byl obsazen do filmu Konečně neděle! (1983), posledního snímku Françoise Truffauta a krátce nato natočil pokračování svého dosavadně nejúspěšnějšího filmu, Muž a žena po 20 letech (1986).
Později se začal zaměřovat spíš na divadelní práci. Z filmového působení v pozdějším období lze zmínit například film Tři barvy: Červená (1994) režiséra Krzysztofa Kieślowského. V roce 2012 se po čtrnáctileté herecké přestávce objevil ve filmu Láska režiséra Michaela Hanekeho, který napsal scénář k filmu speciálně pro něj.

### Osobní život
Jeho strýcem byl automobilový závodník Louis Trintignant, který se v roce 1933 zabil při závodech v městečku Péronne v Pikardii, dalším strýcem byl Maurice Trintignant (1917–2005), jezdec Formule 1, vítěz 24 hodin Le Mans a opakovaný vítěz Velké ceny Monaka. Sám Trintignant se rovněž věnoval závodům a byl proto přirozenou volbou pro režiséra Clauda Leloucha při obsazování role závodníka ve filmu Muž a žena (1966).
Jeho první chotí byla krátce herečka Stéphane Audranová, další manželkou byla od roku 1960 filmová střihačka a herečka, pozdější režisérka a scenáristka Nadine Marquandová. Měli spolu tři děti, Vincenta, Pauline (zemřela na SIDS v roce 1969) a Marie Trintignantovou, pozdější úspěšnou herečku, která ve svých 41 letech zemřela vinou svého přítele v litevském hlavním městě Vilniusu.
Byl dobrým přítelem herečky Anouk Aimée a byl to právě on, kdo ji doporučil pro hlavní ženskou roli ve filmu Muž a žena.
Zemřel nad ránem 17. června 2022 ve městě Uzès v jižní Francii.

## Filmografie (výběr)
- 1955: Kdyby všichni chlapi světa ... (Si tous les gars du monde), režie Christian-Jaque
- 1956: Zákon ulic (La Loi des rues), režie Ralph Habib
- 1956: ...a Bůh stvořil ženu (Et Dieu... créa la femme), režie Roger Vadim
- 1959: Nebezpečné známosti (Les Liaisons dangereuses), režie Roger Vadim
- 1959: Bouřlivé léto (L'Estate violenta), režie Valerio Zurlini
- 1960: Napoleon (Austerlitz), režie Abel Gance
- 1962: Sváteční vyjížďka (Il Sorpasso), režie Dino Risi
- 1962: Les Sept péchés capitaux (Les Sept péchés capitaux), víc režisérů
- 1962: Boj na ostrově (Le Combat dans l'île), režie Alain Cavalier
- 1964: Mata Hari (Mata Hari, agent H21), režie Jean-Louis Richard
- 1965: Zločin v expresu (Compartiment tueurs), režie Costa-Gavras
- 1965: Báječná Angelika (Merveilleuse Angélique), režie Bernard Borderie
- 1966: Hoří v Paříži? (Paris brûle-t-il?), režie René Clément
- 1966: Muž a žena (Un homme et une femme), režie Claude Lelouch
- 1967: Trans-Europ-Express (Trans-Europ-Express), režie Alain Robbe-Grillet
- 1968: Velký klid (Il Grande silenzio), režie Sergio Corbucci
- 1968: Muž, který lže (L'Homme qui ment), režie Alain Robbe-Grillet
- 1968: Laně (Les Biches), režie Claude Chabrol
- 1969: Z (Z), režie Costa-Gavras
- 1969: Moje noc s Maud (Ma nuit chez Maud), režie Éric Rohmer
- 1969: Così dolce... così perversa (Così dolce... così perversa), režie Umberto Lenzi
- 1970: Rošťák (Le Voyou), režie Claude Lelouch
- 1970: Konformista (Il Conformista), režie Bernardo Bertolucci
- 1971: Bez motivu (Sans mobile apparent), režie Philippe Labro
- 1972: Un homme est mort (Un homme est mort), režie Jacques Deray
- 1972: La Course du lièvre à travers les champs (La Course du lièvre à travers les champs), režie René Clément
- 1972: Atentát v Paříži (L'Attentat), režie Yves Boisset
- 1973: Vlak (Le Train), režie Pierre Granier-Deferre
- 1973: Rušný den (Une journée bien remplie), režie Jean-Louis Trintignant
- 1973: Glissements progressifs du plaisir (Glissements progressifs du plaisir), režie Alain Robbe-Grillet
- 1974: Vrtohlavá ovce (Le Mouton enragé), režie Michel Deville
- 1974: Le Secret (Le Secret), režie Robert Enrico
- 1975: Povídka o policajtovi (Flic Story), režie Jacques Deray
- 1975: Le Jeu avec le feu (Le Jeu avec le feu), režie Alain Robbe-Grillet
- 1975: Agrese (L'Agression), režie Gérard Pirès
- 1976: Tatarská poušť (Il Deserto dei Tartari), režie Valerio Zurlini
- 1976: Prší na Santiago (Il pleut sur Santiago), režie Helvio Soto
- 1976: Paní z neděle (La Donna della domenica), režie Luigi Comencini
- 1976: Nebezpečný cestující (Les Passagers), režie Serge Leroy
- 1978: Peníze těch druhých (L'Argent des autres), režie Christian de Chalonge
- 1980: Terasa (La Terrazza), režie Ettore Scola
- 1980: Miluji vás (Je vous aime), režie Claude Berri
- 1980: Bankéřka (La Banquière), režie Francis Girod
- 1981: Vášeň lásky (Passione d'amore), režie Ettore Scola
- 1981: Mužská záležitost (Une affaire d'hommes), režie Nicolas Ribowski
- 1981: Malevil (Malevil), režie Christian de Chalonge
- 1981: Hluboké vody (Eaux profondes), režie Michel Deville
- 1982: Noc ve Varennes (La Nuit de Varennes), režie Ettore Scola
- 1982: Bulvár vrahů (Boulevard des assassins), režie Boramy Tioulong
- 1983: Zločin (La Crime), režie Philippe Labro
- 1983: Pod palbou (Under Fire), režie Roger Spottiswoode
- 1983: Konečně neděle! (Vivement dimanche!), režie François Truffaut
- 1984: Rozmar (Le Bon plaisir), režie Francis Girod
- 1984: Ať žije život (Viva la vie!), režie Claude Lelouch
- 1985: Schůzka (Rendez-vous), režie André Téchiné
- 1985: Příští léto (L'Été prochain), režie Nadine Trintignant
- 1985: Nečekaná zrada (Partir, revenir), režie Claude Lelouch
- 1985: Muž se stříbrnýma očima (L'Homme aux yeux d'argent), režie Pierre Granier-Deferre
- 1986: Muž a žena po 20 letech (Un homme et une femme, 20 ans déjà), režie Claude Lelouch
- 1986: Žena mého života (La Femme de ma vie), režie Régis Wargnier
- 1989: Bunker Palace Hôtel (Bunker Palace Hôtel), režie Enki Bilal
- 1991: Děkuji, živote (Merci la vie), režie Bertrand Blier
- 1994: Tři barvy: Červená (Trois couleurs: Rouge), režie Krzysztof Kieślowski
- 1994: Regarde les hommes tomber (Regarde les hommes tomber), režie Jacques Audiard
- 1995: Město ztracených dětí (La Cité des enfants perdus), režie Jean-Pierre Jeunet a Marc Caro
- 1995: Fiesta (Fiesta), režie Pierre Boutron
- 1996: Falešný hrdina (Un héros très discret), režie Jacques Audiard
- 1998: Všichni, kdo mě mají rádi, pojedou vlakem (Ceux qui m'aiment prendront le train), režie Patrice Chéreau
- 2003: Janis a John (Janis et John), režie Samuel Benchetrit
- 2012: Láska (Amour), režie Michael Haneke
- 2017: Happy End (Happy End), režie Michael Haneke

## Ocenění

### César
Ocenění
- 2013: César pro nejlepšího herce za film Láska

Nominace
- 1987: César pro nejlepšího herce ve vedlejší roli za film Žena mého života
- 1995: César pro nejlepšího herce za film Tři barvy: Červená
- 1996: César pro nejlepšího herce za film Fiesta
- 1999: César pro nejlepšího herce ve vedlejší roli za film Všichni, kdo mě mají rádi, pojedou vlakem

### Molièrova cena
Nominace
- 2006: Molièrova cena pro herce za představení Moins 2

### Jiná ocenění
- 1968: Stříbrný medvěd na Berlínském filmovém festivalu pro nejlepšího herce za film Muž, který lže
- 1969: Cena pro nejlepšího herce na Filmovém festivalu v Cannes za film Z
- 2012: Zlatá palma na Filmovém festivalu v Cannes za film Láska
- 2012: Evropská filmová cena pro nejlepšího herce za film Láska
- 2013: cena Étoile d'or du cinéma français pro nejlepšího herce za film Láska